# آرمن گیولبوداغیانتس
آرمن گیولبوداغیان (ارمنی: Արմեն Գյուլբուդաղյանց؛ زادهٔ ۱۹ دسامبر ۱۹۶۶) بازیکن بازنشسته فوتبال در پست هافبک و مربی کنونی فوتبال اهل ارمنستان است.

## باشگاهی
از باشگاه‌هایی که در آن بازی کرده‌است می‌توان به باشگاه فوتبال آرماویر، باشگاه فوتبال لوری و باشگاه فوتبال بانانتس اشاره کرد.

## تیم ملی
وی همچنین در تیم ملی فوتبال ارمنستان بازی کرده‌است. گیولبوداغیان نخستین و تنها بازی ملی خود را که یک بازی دوستانه بود در تاریخ ۱۶ ژوئیه ۱۹۹۴ در ایروان در مقابل مالت انجام داده‌است.